# Tacite reconduction des contrats en France
La tacite reconduction est un terme de droit des contrats qui indique que l’accord passé entre les parties est reconductible automatiquement d'une période à une autre si aucune des parties ne manifeste sa volonté de rompre le contrat.
La tacite reconduction couvre des domaines très divers par exemple les assurances, banque, téléphonie, location et traités (Union monétaire latine).

## En France

### En assurance, téléphonie
Afin de protéger les assurés, de nombreuses règles ont été établies :
- La tacite reconduction et les modalités de résiliation d’un contrat doivent impérativement être mises à la fin du contrat : le contrat doit mentionner la durée de la tacite reconduction qui ne peut en aucun cas être supérieure à une année.

Un prestataire doit prévenir son client par écrit de la tacite reconduction d’un contrat entre 1 et 3 mois avant la date limite de la résiliation du contrat.
En cas de non-respect du délai de préavis, la loi Chatel peut s’appliquer.

### Baux
La durée d’un bail est de 3 ans pour un bailleur particulier et de 6 ans pour le bailleur professionnel si aucun congé n'est délivré par le bailleur à la fin du bail celui-ci est reconduit par tacite reconduction pour une durée équivalente